# Lateritticka
Lateritticka (Postia lateritia) är en svampart som beskrevs av Renvall 1992. Postia lateritia ingår i släktet Postia och familjen Fomitopsidaceae.   Inga underarter finns listade i Catalogue of Life.
I den svenska databasen Dyntaxa används istället namnet Oligoporus lateritius för samma taxon.  Arten är reproducerande i Sverige.